# Emaús

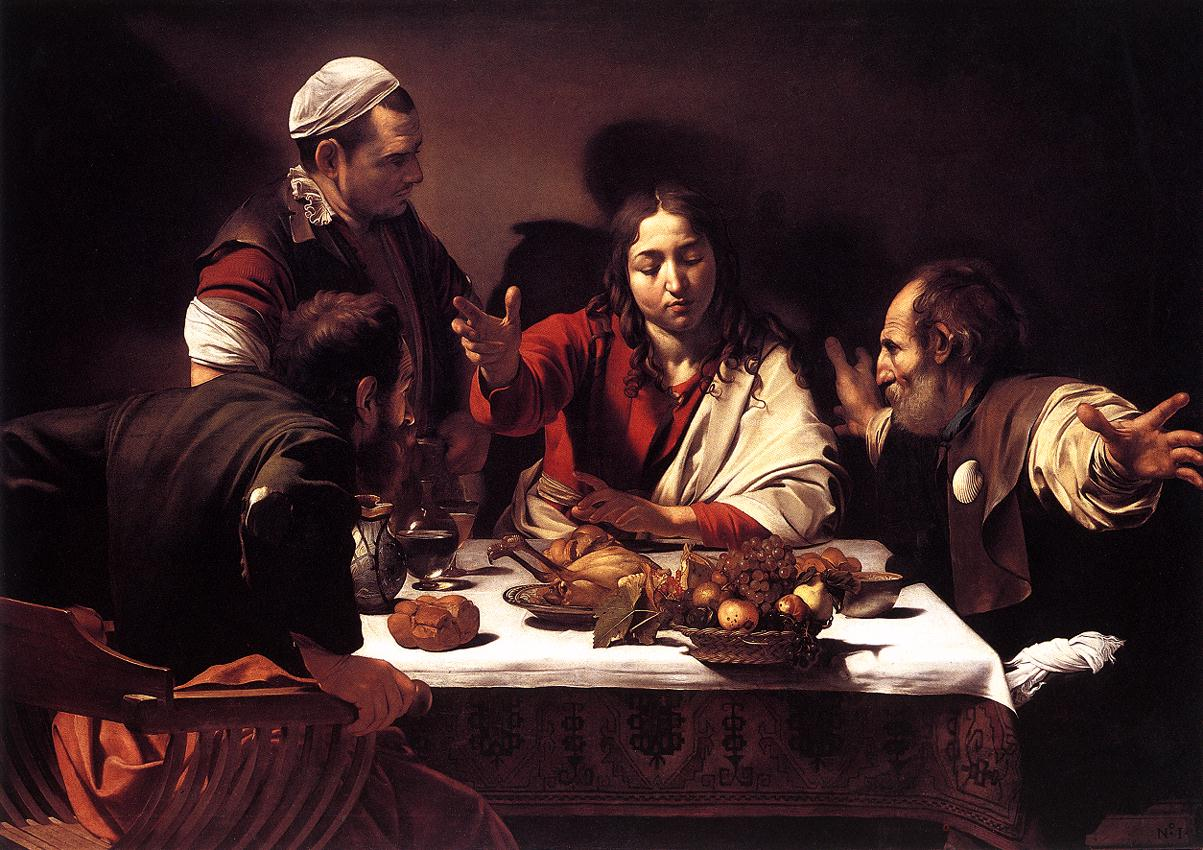
Cena en Emaús por Caravaggio, 1601.

Emaús (Griego koiné: Ἐμμαούς; en latín: Emmaus; en hebreo: חמת‎ Hammat, significa "primavera templada"; en árabe: عِمواس‎ Imwas) fue una localidad de Judea, en el lugar donde más tarde se situó la localidad de 'Imuas', 11 km al noroeste de la actual ciudad de Jerusalén. Algunos estudiosos lo identifican con 'Amwas' (Emaús Nicópolis), ubicada a 30 km de Jerusalén, atribuyendo la diferencia de identificación entre ambas localidades a un problema de transcripción desde el manuscrito griego.
Sin embargo, otras excavaciones más recientes (2019) indican que Emaús podría ser la ciudad de Quiriat-Jearim; esto es más consistente con lo que relata Lucas 24:13 "Y he aquí, dos de ellos iban el mismo día a una aldea llamada Emaús, que estaba a sesenta estadios de Jerusalén". Los estadios romanos antiguos equivalían a 185,125 metros, por lo tanto, 60 estadios son poco más de 11 kilómetros (7 millas); y esa es la distancia a la que está Quiriat-Jearim de Jerusalén.
En el Nuevo Testamento Jesús, la tarde de su Resurrección, se apareció allí a dos de sus discípulos, que iban caminando de Jerusalén a Emaús. Uno de los discípulos se llamaba Cleofás. Este episodio aparece recogido en Lucas 24,13-35.

## En la pintura

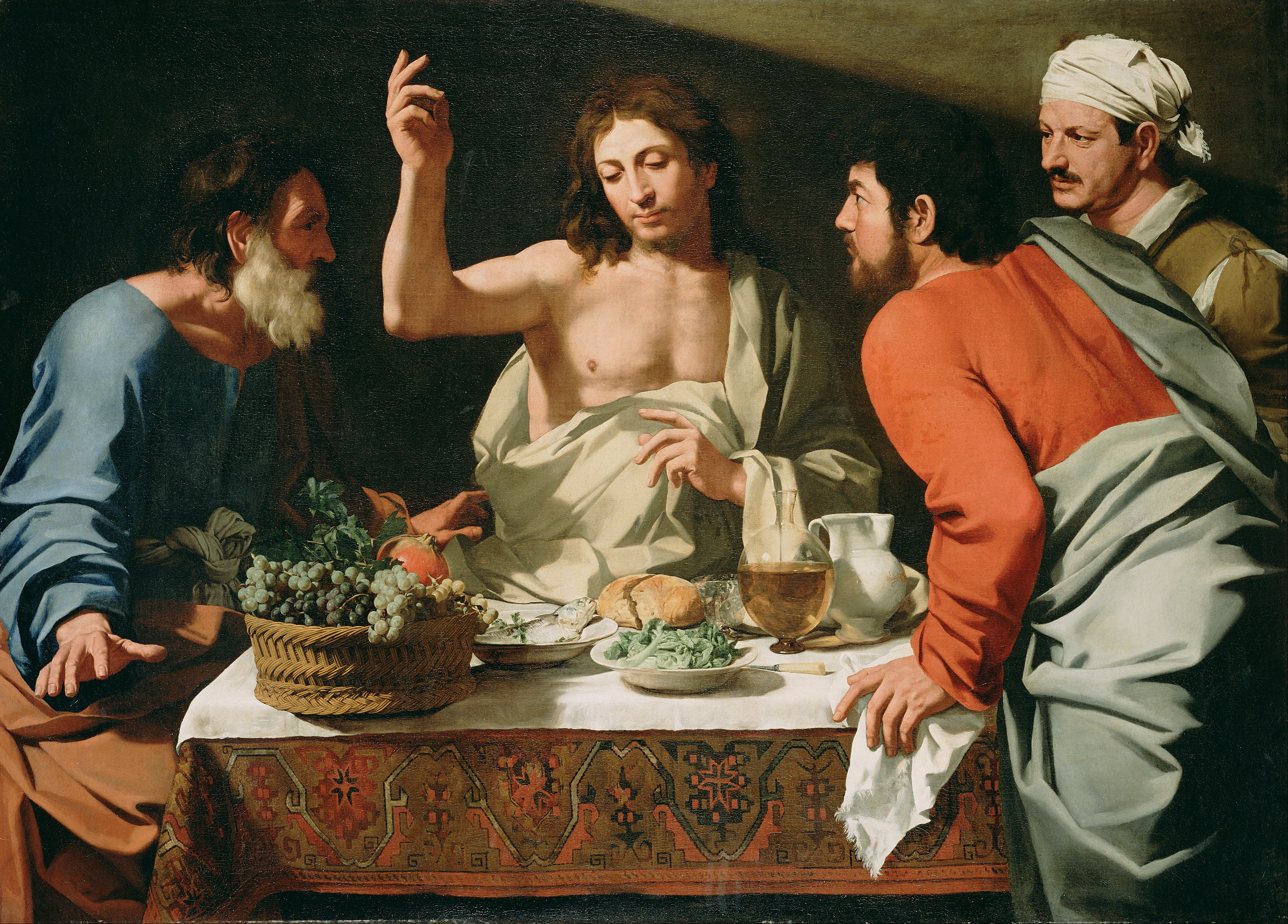
Emaús en la pintura, Bartolomeo Cavarozzi.

Muchos pintores han representado a Cristo conversando con dos de sus discípulos camino de Emaús o, más a menudo, cenando con ellos y en el momento de bendecir el pan:
- Bellini (Venecia).
- Tiziano (Louvre).
- Veronés (Louvre).
- Caravaggio (Londres).
- Velázquez.
- Rubens (París).
- Delacroix (Brooklyn).
- Rembrandt (Louvre).
- Zurbarán (México).
- Bloemaert (Holanda).
- Herman van Vollenhoven.